# Peter Böhm (Architekt)

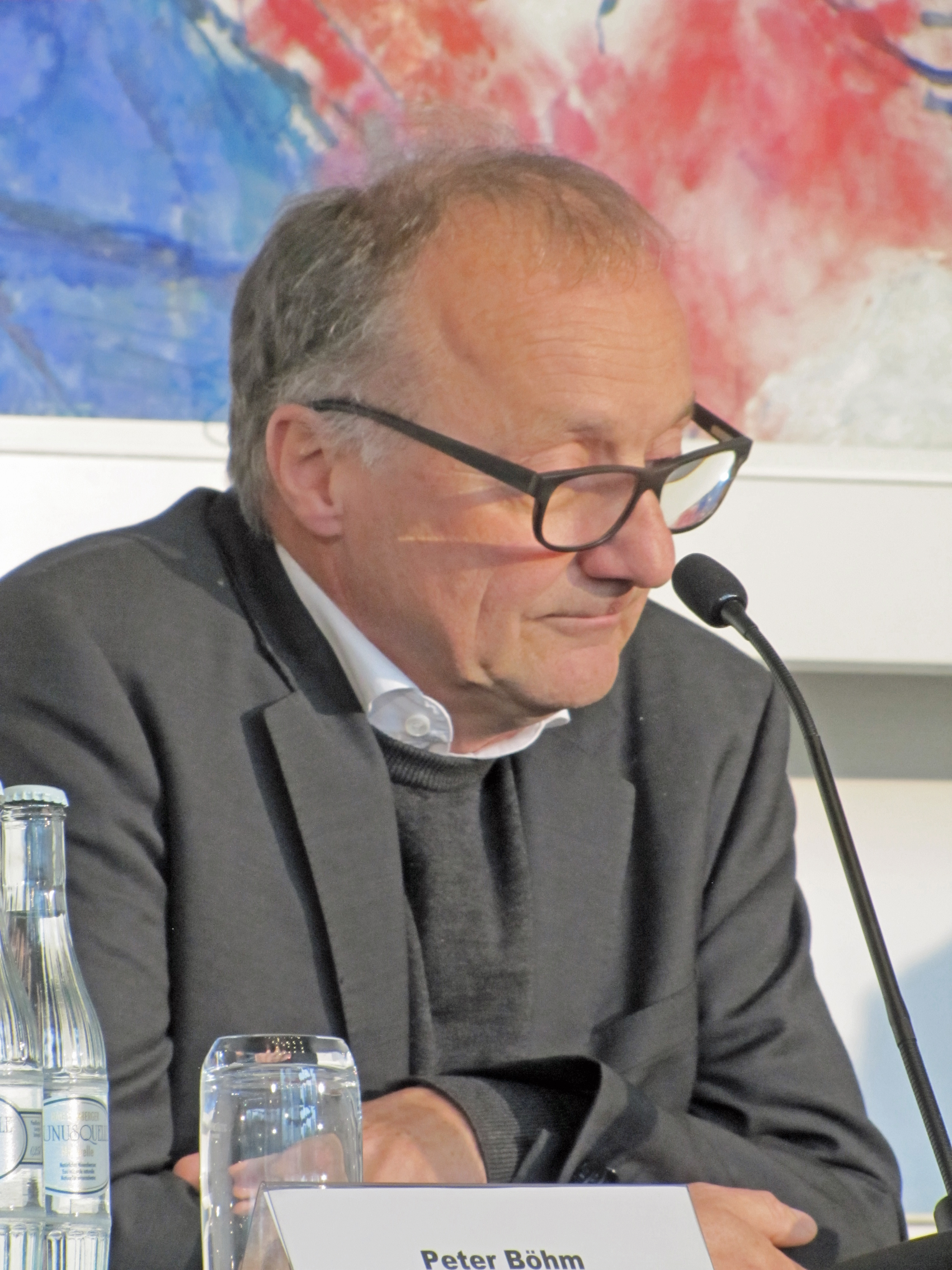
Peter Böhm (2017)

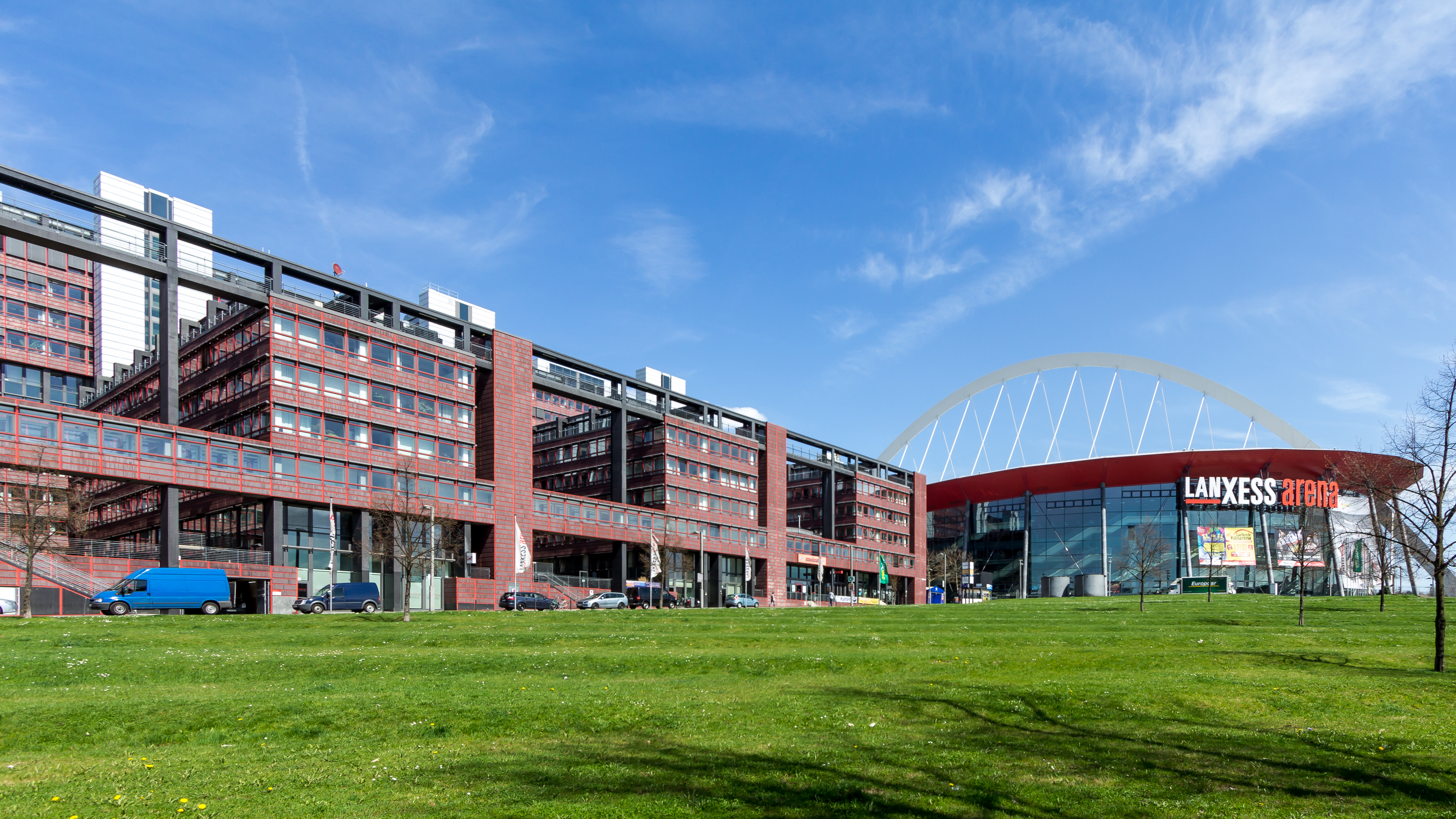
Das Stadthaus Köln (Seitenansicht) und Kölnarena

Peter Böhm (* 24. Dezember 1954 in Köln) ist ein deutscher Architekt, der in Köln lebt und arbeitet.

## Leben
Peter Böhm ist der Sohn des Architektenehepaars Gottfried und Elisabeth Böhm, sein Großvater Dominikus Böhm begründete die Kölner Architektenfamilie. Zwei seiner Brüder, Stephan und Paul Böhm sind Architekten, sein Bruder Markus Böhm ist Informatiker und Maler.
Er studierte von 1975 bis 1985 Architektur an der Technischen Hochschule in Berlin. Seine erste Anstellung bekam er im Berliner Büro von Otto Steidle (1985–1986). Im Zuge eines Kurzaufenthalts in den USA arbeitete er in Boston im Büro McKinnell+Wood. Nach seiner Rückkehr gründete er 1987 ein Büro mit Friedrich Steinigeweg in Köln. Ein Jahr nach seinem älteren Bruder Stephan Böhm stieg er 1990 in das Architekturbüro des Vaters als Partner ein.
Böhm sieht sich in der Tradition dieses 1921 gegründeten Architekturbüros Böhms, das sein Vater 1954 übernommen hat. Nach einigen bemerkenswerten Bauten wie der Kölnarena und des Kölner Stadthauses machte er sich 2002 selbständig. Das Büro stellt sich den verschiedensten Aufgaben, als da sind Großprojekte wie Rathäuser, Hallen und Museen aber auch große und kleine Wohn- und Bürobauten sowie Modernisierungen im Bestand. Seit 2015 ist Peter Böhm Professor im Lehrgebiet „Bauen und Gestalten mit massiven Baustoffen (Ziegelstoffe und Beton)“ an der Hochschule Trier.
Erwähnenswert ist seine zweimalige Teilnahme an der Biennale Venedig 1992 und 2001.

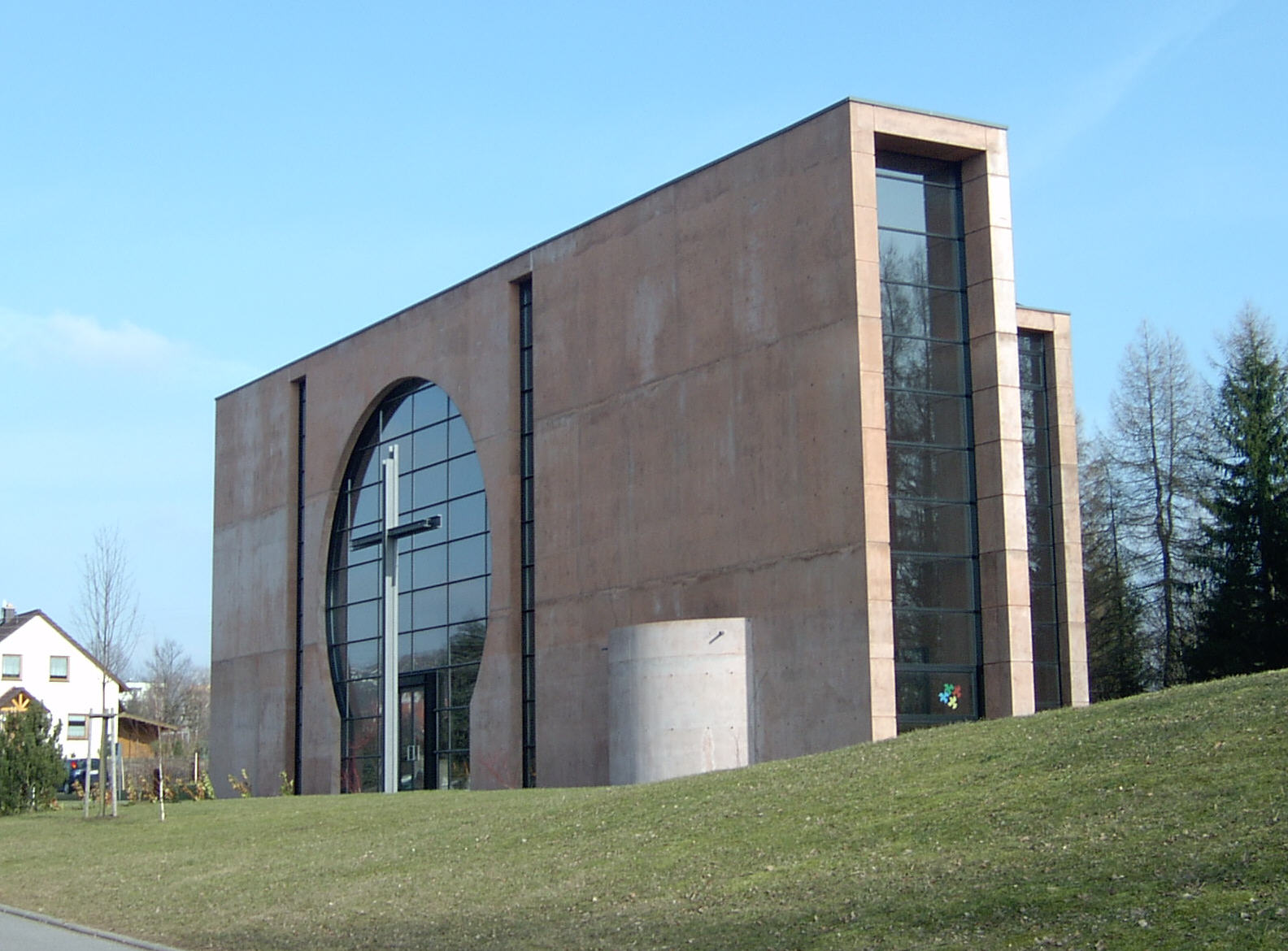
Die katholische Kirche St. Pius X. im sächsischen Hohenstein-Ernstthal

## Bauten und Projekte
vor 2002 mit Architekturbüro Böhm
- Philosophikum am Domplatz, Münster (2017)[5]
- Gebäude für die Hochschule für Fernsehen und Film München und das Staatliche Museum Ägyptischer Kunst, München 2011
- Wohnhaus Lütticher Straße, Köln 2005
- Quartier Chronos, Hennef 2002
- Jugendfreizeitstätte „Anna Landsberger“, Berlin-Marzahn 2001
- Vorbau zum Schutz des Schottenportals der Jakobskirche, Regensburg 1999
- Pfarrheim St. Wolfgang, Regensburg 1998
- Rathaus der Stadt Hennef, 1997
- St. Pius X., Hohenstein-Ernstthal, 1996
- Kölnarena, Köln (zunächst: Köln-Deutz-Arena, ab 2008 Lanxess Arena) 1996
- Stadthaus Köln (Technisches Rathaus), Köln 1995

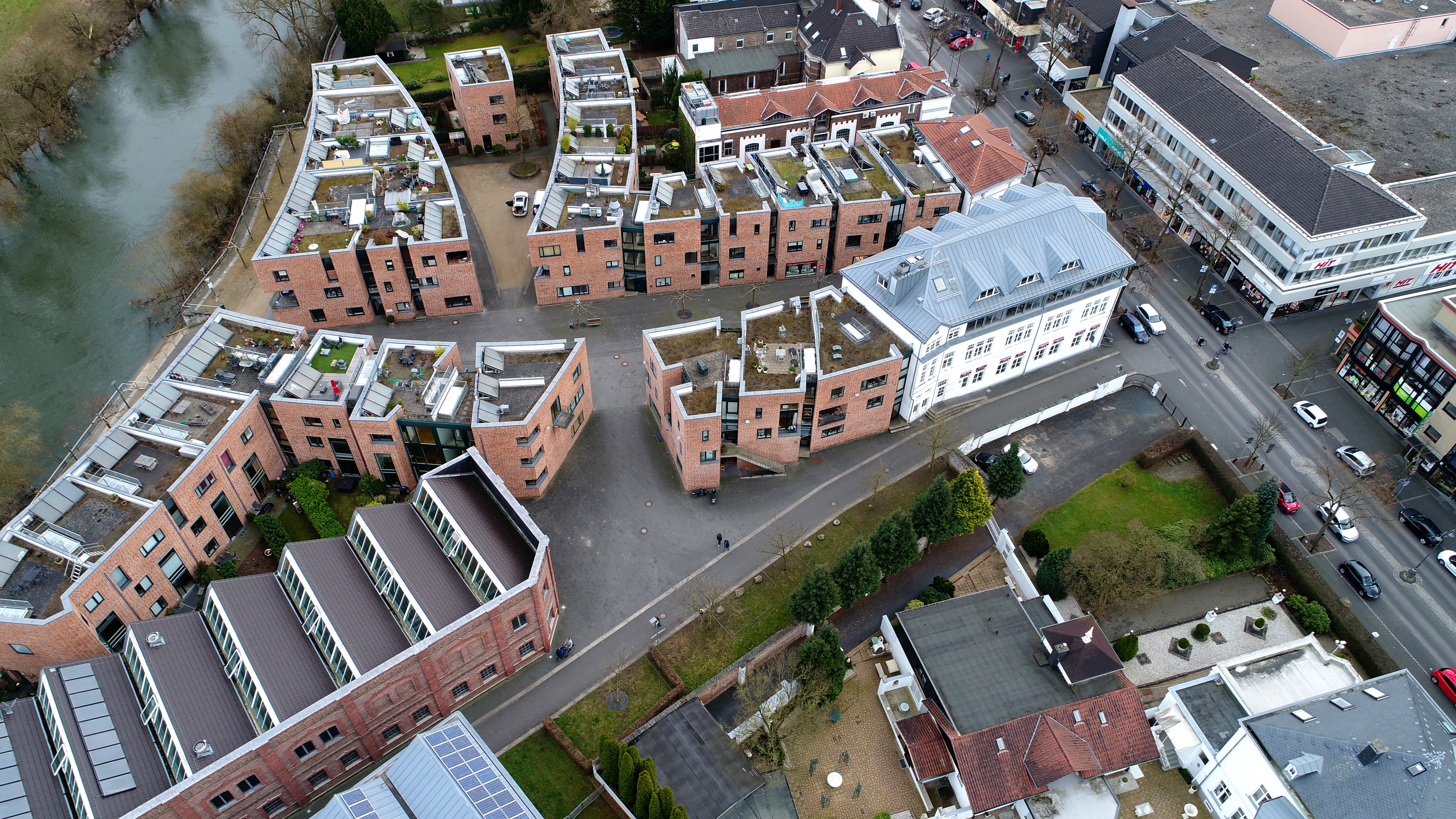
Hennef, Quartier Chronos, Luftaufnahme (2017)

## Auszeichnungen und Preise
- Mies van der Rohe Award – European Union Prize for Contemporary Architecture nominiert für Philosophisches Seminar am Domplatz in Münster[6]
- Deutscher Ziegelpreis 2019 – German Brick Award 201 für Philosophisches Seminar am Domplatz in Münster
- BDA Architekturpreis Nordrhein-Westfalen 2018 für Philosophisches Seminar am Domplatz in Münster
- Wienerberger Brick Award 2018 Nominierung für Philosophisches Seminar am Domplatz in Münster
- Association of German Architects (BDA) 2017 für Philosophisches Seminar am Domplatz in Münster
- Architekturpreis Nordrhein-Westfalen 2004 für Quartier Chronos, Hennef 2002[7]
- Deutscher Architekturpreis 2003, Anerkennung[8]
- Association of German Architects (BDA) Rhein Sieg Kreis für Quartier Chronos, Hennef 2002
- 3. Prices Sternstadt Wettbewerb 2002 für Quartier Chronos, Hennef 2002
- BDA Award of good Buildings 2001 Rathaus Hennef
- Prize of the South German Brick Association 1993 für Bürgerhaus in Selm
- BDA-Preis NRW “Bauen für die öffentliche Hand” 1992 für Bürgerhaus in Selm
- 2019: Hauptpreis – Deutscher Ziegelpreis für Philosophikum, Münster

## Dokumentarfilm
- Die Böhms – Architektur einer Familie (2014)